# Îlot Seba Faraoun
L'îlot Seba Faraoun ou L'Aiguille est un îlot inhabité de la mer Méditerranée à Kristel en Algérie.

## Description
Son nom signifie Le Pouce du Pharaon. 
Il s'agit d'un îlot de forme pyramidale de 54 m d'altitude qu'on a voulu comparer au pouce levé d'un pharaon.
Il est aussi nommé L'Aiguille et, de loin, ressemble à un bateau à voile. 
L'îlot n'est pas habitable mais constitue un abri contre les vents d'ouest.
Il est proche du Phare de Cap de l'Aiguille.